# نیلیا
نیلیا یا نلیا نام یک سرده از تیرهٔ گل‌سرخیان و زیرتیرهٔ آمیگدالوئیده است. تا قبل از سال ۲۰۱۱ این سرده جزو زیرتیرهٔ پیچ‌وشان دسته‌بندی می‌شد، اما پس از آن مطابق قوانین جهانی نام‌گذاری برای جلبک‌ها، قارچ‌ها و گیاهان سه زیرتیرهٔ آمیگدالوئیده، اسپیره‌اوئیده (پیچ‌وشان) و مالوئیده با هم ادغام شدند و تشکیل یک زیرتیرهٔ واحد با نام آمیگدالوئیده دادند. عنوان نیلیا از یک طبیعت‌شناس به نام پاتریک نیل گرفته شده است. بیشترین پراکندگی و گسترش گونه‌های مختلف نیلیا در کشور چین به‌ویژه در نواحی جنوب غربی آن دیده می‌شود.

## گونه‌ها
تا به حال ۱۶ گونه از این سرده شناسایی و پذیرفته شده است که عبارتند از:
- ۱. گونهٔ نیلیا آفینیس (Neillia affinis)
- ۲. گونهٔ نیلیا برویراسموسا (Neillia breviracemosa)
- ۳. گونهٔ نیلیا دنسیفلورا (Neillia densiflora)
- ۴. گونهٔ نیلیا فوگونجنسیس (Neillia fugongensis)
- ۵. گونهٔ نیلیا گراسیلیس (Neillia gracilis)
- ۶. گونهٔ نیلیا گراندیفلورا (Neillia grandiflora)
- ۷. گونهٔ نیلیا انسیستا (Neillia incisa)
- ۸. گونهٔ نیلیا جیگانگشانسیس (Neillia jinggangshanensis)
- ۹. گونهٔ نیلیا ریبسیوئیدس (Neillia ribesioides)
- ۱۰. گونهٔ نیلیا روبیفلورا (Neillia rubiflora)
- ۱۱. گونهٔ نیلیا سراتیسپالا (Neillia serratisepala)
- ۱۲. گونهٔ نیلیا سینانسیس (Neillia sinensis)
- ۱۳. گونهٔ نیلیا اسپارسیفلورا (Neillia sparsiflora)
- ۱۴. گونهٔ نیلیا تیبتیکا (Neillia thibetica)
- ۱۵. گونهٔ نیلیا تیرسیفلورا (Neillia thyrsiflora)
- ۱۶. گونهٔ نیلیا اوئکی (Neillia uekii)